# Lamine Gassama
Lamine Gassama (Marsiglia, 20 ottobre 1989) è un calciatore francese naturalizzato senegalese, di origini guineane, difensore svincolato della nazionale senegalese.

## Palmarès

### Club

#### Competizioni nazionali
- Coppa di Francia: 1

Olympique Lione: 2011-2012